# Aphis dianthi
Aphis dianthi är en insektsart. Aphis dianthi ingår i släktet Aphis och familjen långrörsbladlöss. Inga underarter finns listade i Catalogue of Life.